# ヘリム・パク
ヘリム・パク （Hye Rym Park, 1985年1月17日 - ）は、韓国系アメリカ人のファッションモデル。ソウル生まれで国籍はアメリカ。
13歳の頃、両親とともにユタ州・ソルトレイクシティに移住。冨永愛、ドゥ・ジュアンらと並び、数少ないアジア系のトップモデルとして活躍している。
2008年6月に結婚した。

## 主なコレクション
ドルチェ&ガッバーナ、アレキサンダー・マックイーン、エルメス、マックスマーラ、モスキーノ、コスチューム ナショナル、ジバンシィ、ドリス・ヴァン・ノッテン、ミュウ・ミュウ、ルイ・ヴィトン、ケンゾー、マーク・ジェイコブス、プロエンザ・スクーラー、ウンガロ、アナスイ、ダイアン・フォン・ファーステンバーグ、プラダ、マーク by マーク・ジェイコブス、マルニ